# سايمون كاول
سايمون كاول (بالإنجليزية: Simon Phillip Cowell)‏ (7 أكتوبر 1959) مقدم برامج إنجليزي، ومنتج تلفزيوني،ورجل أعمال وهو مشهور في المملكة المتحدة والولايات المتحدة لدوره في منصب محكم المواهب في عروض تلفزيونية مثل نجوم البوب، أمريكان أيدول، وإكس فاكتور، وبريتنس جوت تالنت.

## التعليم
تعلم في Dover College ‏.

## وصلات خارجية
- سايمون كاول على موقع IMDb (الإنجليزية)
- سايمون كاول على موقع الموسوعة البريطانية (الإنجليزية)
- سايمون كاول على موقع ألو سيني (الفرنسية)
- سايمون كاول على موقع ميوزك برينز (الإنجليزية)
- سايمون كاول على موقع أول موفي (الإنجليزية)
- سايمون كاول على موقع بوكس أوفيس موجو (الإنجليزية)
- سايمون كاول على موقع قاعدة بيانات الأفلام السويدية (السويدية)
- سايمون كاول على موقع قاعدة بيانات الأفلام السويدية (السويدية)
- سايمون كاول على موقع إن إن دي بي (الإنجليزية)
- سايمون كاول على موقع ديسكوغز (الإنجليزية)